# Spoorbrug bij Herentals-Lier
De spoorbrug bij Herentals-Lier is een vierendeelbrug over het Albertkanaal in de Belgische gemeente Herentals. De brug maakt deel uit van de spoorlijn 15 en werd gebouwd in 1945 na het einde van WO II. De twee voorheen naast elkaar liggende spoorbruggen voor het enkel spoor naar Aarschot en voor het dubbel spoor naar Lier dateerden van bij de aanleg van het kanaal in de jaren dertig. Bij het uitbreken van WO II werden beide bruggen opgeblazen.